# Lipsothrix fulva
Lipsothrix fulva är en tvåvingeart som beskrevs av Alexander 1966. Lipsothrix fulva ingår i släktet Lipsothrix och familjen småharkrankar. Inga underarter finns listade i Catalogue of Life.